# Teatro Apolo (Buenos Aires)
El Teatro Apolo está situado en Avenida Corrientes 1372 de Buenos Aires, Argentina, en el mismo predio donde fuera fundado en 1886 el teatro que originalmente llevaba ese nombre.

## Historia
En 1886 se comenzó a construir el Teatro Apolo cuando Buenos Aires ya contaba con unas diez salas de teatro, sobre la calle Corrientes –que entonces era angosta- planeado con una platea de veinte filas más 72 palcos.
La construcción demoró bastante tiempo y recién pudo ser inaugurado en marzo de 1892 con una función realizada a beneficio de las damas de caridad con la obra en tres actos Divorciémonos, interpretada por la compañía de la española Concepción Aranaz. Desde entonces pasaron por su escenario los más diversos intérpretes, compañías y géneros: comedias, dramas, espectáculos musicales, bailes, y hasta contrapuntos de payadores, con la participación de una larga lista de autores, actores, directores, músicos y cantantes entre los cuales se contaron Luis Arata, Guillermo Battaglia, Olinda Bozán, Eloísa Cañizares, Roberto Casaux, Andrés Chazarreta, Enrique Santos Discépolo, Carlos Gardel, Miguel Ligero, Tito Lusiardo, Lola Membrives, Tita Merello, Delfy de Ortega, Roberto Payró, Francisco Petrone, los hermanos Podestá, Horacio Quiroga, los hermanos Ratti, Enrique Serrano, Leonor Rinaldi, Abel Santa Cruz, Perla Santalla, Paulina Singerman, Alberto Vaccarezza , entre otros muchos.
En 1958 el Teatro Apolo estaba cerrado y próximo a ser demolido para construir un con una galería comercial en la planta baja. La comunidad teatral se movilizó con peticiones, protestas y marchas con la presencia y acción de Luis Arata, Milagros de la Vega, Roberto Escalada, Narciso Ibáñez Menta, Mario Lozano, Mecha Ortiz, Francisco Petrone y Luisa Vehil, entre otros, y en una entrevista con el entonces presidente Arturo Frondizi obtuvieron la promesa de una solución, que se concretó en 1959 con la ley 14.800 que estableció que, en caso de demolición de salas teatrales, el propietario debe construir en el nuevo edificio, un ambiente teatral de características similares a la sala demolida. Esta disposición fue, más allá del caso puntual que la inspirara, un aporte fundamental para el teatro argentino.
La norma fue cumplida y el nuevo edificio contó con una sala teatral que fue comprada en 1966 por la compañía "Nuevo Teatro", encabezada por Alejandra Boero, Pedro Asquini y Jorge Hacker que termina de equiparlo y se propone trabajar como cooperativa de trabajo en el "Nuevo Teatro Apolo", escenario por el cual pasan, entre otros, Héctor Alterio, Lucrecia Capello, Rubens Correa y Enrique Pinti. En la década de 1970, sin embargo, sus problemas económicos obligan a la cooperativa a venderlo y, convertido en el Cine-Teatro Lorange, pasa por varios dueños.
En 2008 es adquirido por la artista plástica y productora teatral Isabel Majdalani, quien con el apoyo de sus hijos impulsa el resurgimiento del teatro, rebautizado con su antiguo nombre, Apolo, que pasa a ser un proyecto familiar. Se reconstruyeron las instalaciones, y se remodelaron las ocho plantas del edificio, así como la entrada de la galería, se renovaron las butacas, los camarines, así como equipos de sonido y de iluminación de primera línea. Se aumentó el tamaño del proscenio y la altura del escenario, se acondicionaron los discos giratorios poniéndolos nuevamente en condiciones de funcionar y se cambiaron el telón y la cámara negra.
El 27 de julio de 2009 se reinauguró el Teatro Apolo con la puesta del Rey Lear, protagonizada por Alfredo Alcón, acompañado por Joaquín Furriel, Juan Gil Navarro y Roberto Carnaghi, con la dirección de Rubén Szuchmacher.

## Transporte público
- Subte A, Subte B, C, y D
- Colectivos: 8 23 24 26 29 50 102 109 111 115 140 146 180